# Daniela Sampaio
Daniela Sampaio (1978) es una bióloga, botánica, taxónoma, curadora, ecóloga, etnobotánica y profesora brasileña.

## Biografía
En 2000 obtuvo una licenciatura en ciencias biológicas por la Universidad Estadual Paulista Júlio de Mesquita Filho (licenciatura en botánica y BSc); completa en 2004, la maestría en ecología de agroecosistemas, supervisada por el Dr. Vinicius Castro Souza (1954), y defendiendo la tesis: Levantamento das espécies arbóreas de uma parcela permanente em floresta de restinga no Parque Estadual da Ilha do Cardoso por la Escuela Superior de Agricultura Luiz de Queiroz de la Universidad de São Paulo. Y nuevamente por la Universidad Estadual Paulista UNICAMP, el doctorado, en 2009, en biología vegetal. La maestría fue financiada con una beca de la Coordinación de Capacitación de Personal de Nivel Superior, CAPES, Brasil; y, el doctorado con una beca de la Fundación de Amparo a la Investigación del Estado de São Paulo, FAPESP, Brasil.
Tiene experiencia en botánica, con énfasis en taxonomía de fanerógamas, trabajando principalmente en la identificación de especies arbóreas. Se especializa en la familia Elaeocarpaceae, con énfasis en el género Sloanea. Actualmente es profesora de la Universidad Estadual Paulista, campus de Río Preto.
En 2007, fue becaria (Encuadramiento funcional: investigadora, dedicación exclusiva) del Programa Kew Gardens de Becas de Investigación de América Latina. Su programa fue la visita a los herbarios de Londres (K, BM), París (P), Bruselas (BR), Viena (W), Múnich (M). Contó con la supervisión de Dr. Terry Pennington, del Royal Botanic Gardens.

## Algunas publicaciones
- SAMPAIO, DANIELA; SOUZA, VINICIUS CASTRO. 2014. Typification of some Species of Sloanea (Elaeocarpaceae). Phytotaxa: a rapid international journal for accelerating the publication of botanical taxonomy 184: 121-130

- KELLER, H. A.; SAMPAIO, D.; TRESSENS, S. G. 2012. Primer registro de Sloanea (Elaeocarpaceae) para la Argentina. Darwiniana 50: 157-161

- SAMPAIO, D.; SOUZA, V. C. 2011. Two new species of Sloanea (Elaeocarpaceae) from the Brazilian Atlantic Forest. Kew Bulletin 66: 511-515

- SAMPAIO, D.; SOUZA, V. C. 2011. Three new species of Sloanea. Phytotaxa 16: 45-51

- LIMA, R. A. F.; Oliveira, A.A.; MARTINI, A. M. Z.; SAMPAIO, D.; SOUZA, V. C.; RODRIGUES, R.R. 2011. Structure, diversity, and spatial patterns in a permanent plot of high Restinga forest in Southeastern Brazil. Acta Botanica Brasílica (impreso) 25: 633-645

- SAMPAIO, D.; SOUZA, V. C. 2010. New species of Sloanea (Elaeocarpaceae) from the Brazilian Cerrado. Rodriguesia 61: 13-15

## Libros
- SAMPAIO, D.; SOUZA, V. C.; OLIVEIRA, A.A.; RODRIGUES, R.R.; SOUZA, J.P. 2005. Árvores da Restinga. São Paulo: Neotrópica 280 pp. ISBN 85-33049-01-1 resumen en línea

### Capítulos de libros publicados
- SAMPAIO, D.; SOUZA, V. C. 2011. Elaeocarpaceae do Distrito Federal. In: Taciana B. Cavalcanti; Ana Palmira Silva (orgs.) Flora do Distrito Federal, Brasil. Brasilia: Embrapa, v. 9, p. 105-114

- SAMPAIO, D. 2010. Sloanea. In: Rafaela Campostrini Forzza (org.) Catálogo de Plantas e Fungos do Brasil. Río de Janeiro: Jardim Botânico do Rio de Janeiro, v. 2, p. 932

- COELHO, M. A. N.; SAMPAIO, D. 2009. Elaeocarpaceae. In: João Renato Stehmann; Rafaela Campostrini Forzza; Alexandre Salino; Marcos Sobral; Denise Pinheiro da Costa; Luciana Yoshino Kamino (orgs.) Plantas da Floresta Atlântica. Río de Janeiro: Jardim Botânico do Rio de Janeiro, p. 240

- SAMPAIO, D.; SOUZA, V. C. 2003. Theaceae. In: Melo, M.M.R.F. (org.) Flora Fanerogâmica da Ilha do Cardoso. São Paulo: Instituto de Botânica, v. 10, p. 81-83

- SAMPAIO, D.; SOUZA, V. C. 2003. Ternstroemiaceae. In: Melo, M.M.R.F. (org.) Flora Fanerogâmica da Ilha do Cardoso. São Paulo: Instituto de Botânica, v. 10, p. 77-79

### En Actas de Congresos
En 63 °Congresso Nacional de Botanica, Joinville, SC, 2012
- DORICE, L. C.; SAMPAIO, D. Melastomataceae do municipio de Campos do Jordão, SP
- FASCINA, M. B.; SAMPAIO, D. Sinopse das espécies de Myrtaceae da área do Instituto Presbiteriano Mackenzie, Campos do Jordão, SP

En 61.º Congresso Nacional de Botânica, Manaus, 2010
- SAMPAIO, D.; SOUZA, V. C. Novas espécies do gênero Sloanea L. no cerrado do Brasil
- OLIVEIRA, A.C.P.; SAMPAIO, D.; ANDRADE, M. W.; SALGUEIRO, J. R.; LIMA, R. F. S.; LOIOLA, M. I. B. Guia Ilustrado de identificação: aspectos ecológicos e biológicos das espécies de uma mancha de cerrado em Rio do Fogo, Rio Grande do Norte
- CRESTANI, A. C. V.; SAMPAIO, D.; OLIVEIRA, A.A.; SOUZA, V. C. Guia Ilustrado das espécies de Dunas do Litoral Sul do Estado de São Paulo

- OLIVEIRA, A.C.P.; LOIOLA, M. I. B.; SAMPAIO, D. 2010. Diversidade Florística em uma mancha de Cerrado em Rio do Fogo, RN, Brasil. In: X Congresso Latinoamericano de Botanica, La Serena, Chile, 2010

- SAMPAIO, D. 2008. Revisão taxonômica do gênero Sloanea. In: Resumo Congresso Nacional de Botânica, Natal/RN

- SAMPAIO, D.; Oliveira, A.C.P.; SOUZA, V. C. 2006. Lecythidaceae da Reserva Natural da Vale do Rio Doce, Linhares/ ES. In: Resumo Congresso Nacional de Botânica, Gramado/RS

- SAMPAIO, D.; OLIVEIRA, A.A.; SOUZA, V. C.; SANDRINI, M.P; NOGUEIRA, A. 2006. Diversidade das espécies arbóreas de uma parcela permanente de restinga no Parque Estadual da Ilha do Cardoso, Cananéia/SP. In: Resumo Congresso da Sociedade Botânica de São Paulo, Piracicaba/SP

- SAMPAIO, D.; SOUZA, V. C.; Tsuji, R. 2003. Flora Fanerogâmica do Parque Estadual da Ilha do Cardoso: THEACEAE, TERNSTROEMIACEAE COMBRETACEAE. In: Congresso Nacional de Botânica, Belém

- SAMPAIO, D.; SOUZA, V. C.; OLIVEIRA, A.A.; RODRIGUES, R.R. 2002. Chave e catálogo ilustrado de campo para identificação da flora arbórea de um trecho de floresta de restinga do Parque Estadual da Ilha do Cardoso. In: Anais Congresso da Sociedade Botânica de São Paulo, Rio Claro

- SAMPAIO, D.; SAVASSI, A.P.G.; UDULUTSCH, R.G.; DUARTE, A.R.; FRANCO, G.D.A.C.; SOUZA, V. C.; OLIVEIRA, A.A.; RODRIGUES, R.R. 2002. Guia Ilustrado de Campo para identificação de espécies vegetais de quatro formações florestais do Estado de São Paulo. In: III Simpósio do Programa Biota /FAPESP, São Carlos

- SAMPAIO, D. . Efeitos da Administração da Cafeína em ratos. In: IV Simpósio de Iniciação Científica, 2000, Rio Claro. IV Simpósio de Iniciação Científica, 2000. v. 1.

## Honores[5]

### Membresías
- de la Sociedad Botánica del Brasil.[6][7]

### Revisora de periódicos
- 2007 - actual. Periódico: Acta Botanica Brasilica
- 2011 - actual. Periódico: Revista Brasileira de Botânica (impreso)
- 2011 - actual. Periódico: Ecología en Bolivia
- 2012 - actual. Periódico: Darwiniana
- 2014 - actual. Periódico: Check List (São Paulo, en liíea)

### Revisora de proyectos de fomento
- 2011 - actual. Projeto: Conselho Nacional de Desenvolvimento Científico e Tecnológico

### Premios y títulos
- 2007: Kew Latim American Research Fellowships, Royal Botanic Gardens, Kew
- 2000: honra al mérito por el mejor desempeño académico, UNESP

- La abreviatura «D.Samp.» se emplea para indicar a Daniela Sampaio como autoridad en la descripción y clasificación científica de los vegetales.[8]

- Portal:Biografías. Contenido relacionado con Botánica.
- Portal:Biología. Contenido relacionado con Taxonomía.